# 월간 소년 간간
월간 소년 간간(일본어: 月刊少年ガンガン 겟칸쇼넨간간[*])은 스퀘어 에닉스가 발행하는 일본의 월간 소년 만화 잡지이다. 1991년 3월 12일에 창간되어, 매월 12일 발행되고 있다. 1996년 4월에 월 2회 발간으로 바뀌었지만, 1998년 4월부터 월간으로 돌아왔다.

## 개요
2011년의 현재 독자의 목표는 중학생들의 게임 세대이다. 그러나 실제 독자는 고등학생의 14%와 대학생의 30%이다. 이 잡지는 드래곤 퀘스트 IV의 첫 번째 작전 사령부의 이름을 따서 명명되었다고 한다.
해당 잡지는 소년 만화 잡지 역사에서 과감하게 자웅을 겨루며 견실히 경쟁할 만큼 충분히 두껍다. 처음에는 두께가 일반적이었고, 1997년에는 600페이지, 1998년에는 500페이지씩 한 달에 두 번 출판되었다. 그러나 한 달에 두 번 출판된 후 월간 출판물로 돌아오자 1999년 다시 월간으로 바뀌면서 800페이지까지 늘어났다. 한때는 1,000페이지가 넘었다. 광고에서 해당 출판사는 "사람의 몸에 '간간'을 떨어뜨리는 것은 위험하다"라고 개그를 사용했다. 특수 호와 연결된 호는 1000페이지가 넘는다. 그러나 시리즈 획득을 위한 게시각=가 작성에 따른 작업 수가 증가함에 따라 각 작업의 페이지 수는 안정적이다. 이러한 이유로 3차 우편 승인도 허용되었지만 실제로는 1kg을 초과하는 우편물은 허용되지 않는다.
2011년 현재 정가는 500엔이다(세금 포함). 창간 당초의 정가는 390엔이다(세금 포함). 격주 발행 시는 280엔-300엔이다(세금 포함).

## 주요 연재 작품

### 현재 연재작
연재 순.
- 《소녀 왕국 표류기》 - 2002년부터 연재.
- 《어떤 마술의 금서목록》 - 2007년부터 연재.
- 《마녀의 하인과 마왕의 뿔》 - 2014년부터 연재.
- 《싸움×사랑》 - 2016년부터 연재.
- 《무능한 나나》 - 2016년부터 연재.
- 《영웅교실》 - 2016년부터 연재.
- 《부덕의 길드》 - 2017년부터 연재.
- 《이세계 피크닉》 - 2018년 3월부터 연재.
- 《슬라임 전생 ∼대현자가 양녀 엘프에게 안겨졌습니다∼》 - 2018년 8월부터 연재.
- 《아저씨와 고양이》 - 2019년 4월부터 연재.
- 《사축님은 유녀 유령의 위로를 받고 싶다.》 - 2019년 9월부터 연재.
- 《전직 마왕군 간부, 딸과 함께 제2의 인생을 현대에서》 - 2020년 5월부터 연재.

### 과거 연재작
- 《B-one》
- 《너와 나》
- 《마법진 구루구루》
- 《절원의 템페스트》
- 《강철의 연금술사》
- 《내 여친이 왠지 요괴》
- 《벨제붑 아가씨의 뜻대로》
- 《엘프와 사냥꾼 아이템 공방》: 2018년 4월호 - 2021년 3월호
- 《미노타우로스의 연인》: 2019년 10월호 - 2021년 3월호